# Skansen Kronan

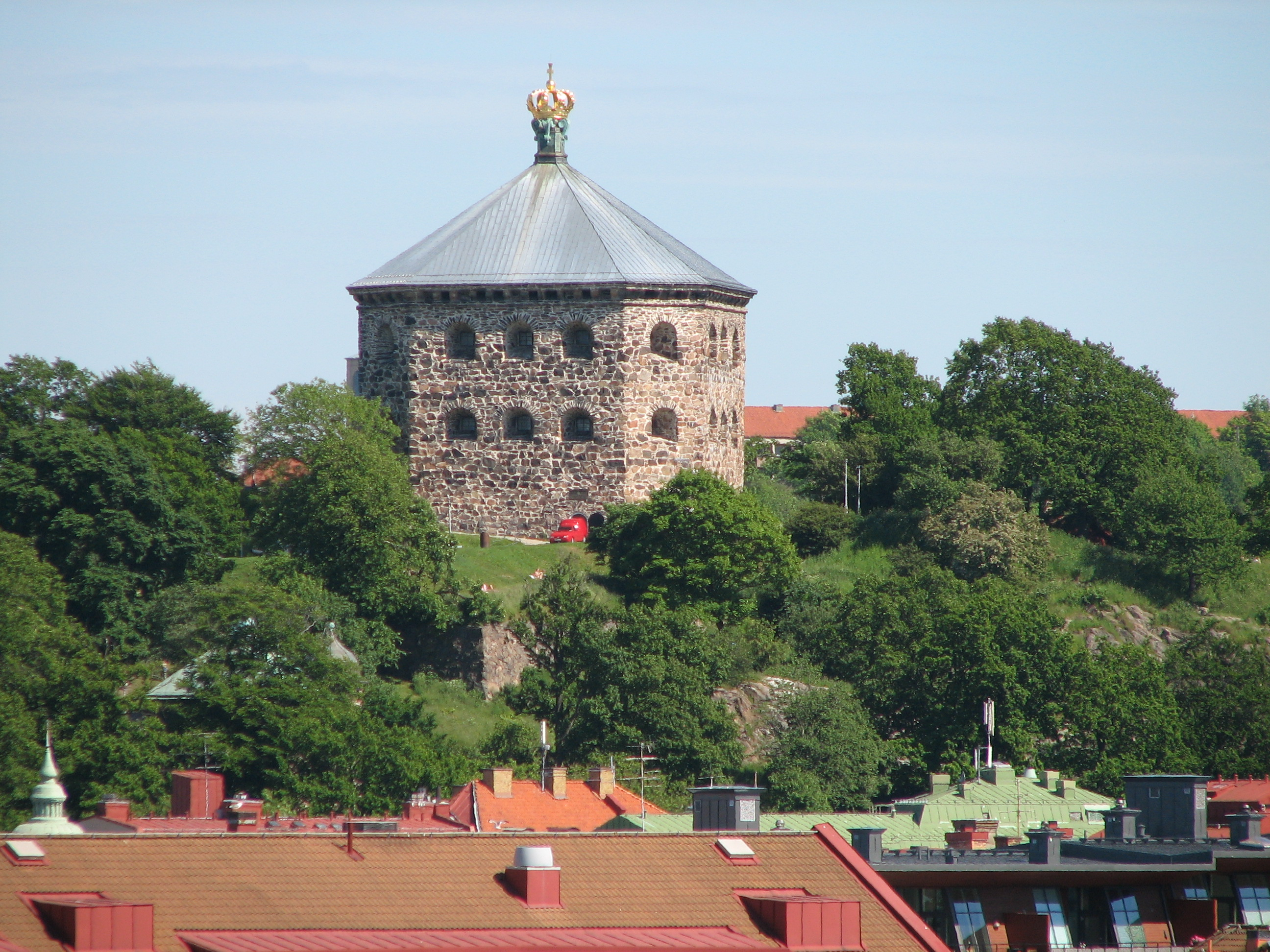
Skansen Kronan

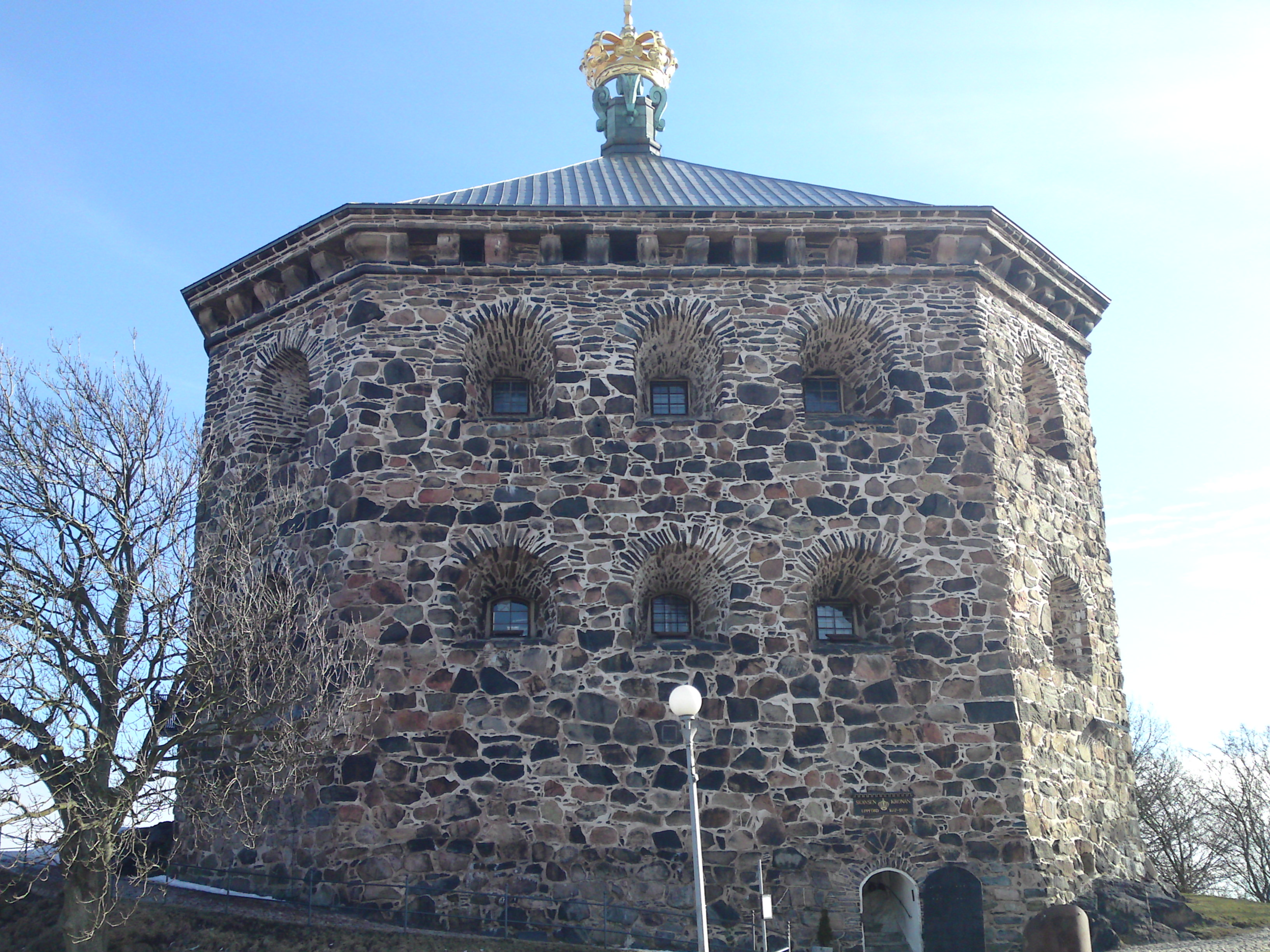
Nordseite der Skansen Kronan

Skansen Kronan (deutsch: Schanze "Krone") war eine Festungsanlage auf dem Risåsberget im heutigen Göteborger Stadtteil Haga.
Heute ist mit Skansen Kronan der noch erhaltene achteckige Turm gemeint. Er zählt, neben der Skansen Lejonet (deutsch: Schanze "Löwe"), zu den ältesten Militäranlagen der Stadt. Beide Schanzen tragen ihre Namenssymbole, eine Krone und einen Löwen, auf der Spitze ihres Daches.
1639 begann unter Gustav II. Adolf der Bau der neuen Verteidigungsanlage für Göteborg mit der Rodung des Waldes auf dem Granithügel Risåsberget. Ebenfalls neu erbaut wurden der Skansen Lejonet sowie der Wallgraben und die Stadtmauern der 1619 neu gegründeten Stadt Göteborg. Die ungefähr einen Kilometer außerhalb der Stadtmauern gelegenen Schanzen sollten eine Belagerung der befestigten Stadt erschweren.
Dieses Befestigungskonzept ersetzte, aufgrund seiner strategisch günstigeren Lage, die in der Nähe gelegene, abgerissene Festung Älvsborg.
1650 kam die Nya Elfsborg seeseitig als dritte Festung der Verteidigungslinie hinzu.
Von 1687 bis 1689 wurde die Festung nach den Plänen von Erik Dahlberg vergrößert. Auch der heute noch stehende Turm stammt aus dieser Zeit. Die Mauern des Turmes haben eine Dicke von vier bis fünf Metern und bestehen aus Naturstein.
1692 wurde Skansen Kronan mit der innerhalb der Stadtbefestigung gelegenen Bastion Christina Regina durch einen geschützten Gang (Kaponniere) verbunden.
1697 wurde eine mit Kupfer ummantelte Holzkrone auf dem Turm befestigt. Die heutige auf dem Dach thronende Krone besteht aus vergoldetem Kupfer. Sie ist die größte Krone, die jemals das Dach zierte, und ersetzt als dritte seit 1899 die 1738 angebrachte Holzkrone.
1788 bekam die Festung neue Kanonen, die heute im Hof der Anlage besichtigt werden können.
Die Anlage wurde um 1900 renoviert.
Skansen Kronan war nie umkämpft. 1806 wurde die Schanze entmilitarisiert. Göteborg galt lange Zeit als sicherste Stadt in Nordeuropa.
Im Laufe der Zeit diente Skansen Kronan als Vorrats- und Wohngebäude, ab 1854 als Gefängnis. Von 1874 bis 1925 wurde es als Notunterkunft für die schnell wachsende Bevölkerung genutzt. Vom 23. November 1904 bis ins Jahr 2004 war es ein Militärmuseum mit historischen Waffen und Uniformen.
1935 wurde die Schanze als Byggnadsminne unter staatlichen Schutz gestellt. Seit 2004 wird sie von einem privaten Betreiber für Veranstaltungen genutzt.